# Peter Skene Ogden Trail
Le Peter Skene Ogden Trail est un sentier du comté de Deschutes, dans l'Oregon, aux États-Unis. Pour partie situé au sein du Newberry National Volcanic Monument, il est classé National Recreation Trail depuis 1979.